# The Blackeyed Susans
I The Blackeyed Susans sono un gruppo rock australiano attivo dal 1989.

## Formazione

### Formazione attuale
- Phil Kakulas - contrabbasso, voce
- Rob Snarski - voce, chitarra
- Kiernan Box - piano, organo, armonica
- Dan Luscombe - chitarra
- Mark Dawson - batteria
- J P Shilo - chitarra, fisarmonica, violino

### Ex componenti
Lista parziale.
- David McComb - voce (deceduto nel 1999)
- Alsy MacDonald - batteria
- Martyn P. Casey - basso
- Kim Salmon - chitarra
- Kathryn Wemyss - voce, tromba
- Graham Lee - chitarra, pedal steel, voce
- Jim White - batteria
- Warren Ellis - violino, organo, fisarmonica

## Discografia

### Album studio
- 1992 – Welcome Stranger
- 1993 – All Souls Alive
- 1994 – Hard Liquor, Soft Music
- 1995 – Mouth to Mouth
- 1997 – Spin the Bottle
- 2001 – Dedicated to the Ones We Love
- 2003 – Shangri-La

### Album live
- 1996 – Some Night, Somewhere

### EP
- 1989 – Some Births Are Worse Than Murders
- 1991 – Anchor Me
- 1991 – ...Depends On What You Mean By Love
- 1998 – La Mascara

### Raccolte
- 2009 – Reveal Yourself 1989-2009